# Cinquè govern del Consell del País Valencià
El cinquè govern del Consell del País Valencià fou el gabinet executiu esdevingut després de la remodelació efectuada el 17 de desembre de 1979 al si del govern valencià en l'etapa preautonòmica després que els consellers del PSPV-PSOE abandonen el Consell, inclòs l'anterior president Josep Lluís Albinyana i Olmos pel que són els de la UCD qui assumeixen les carteres, inclosa la presidència amb Enric Monsonís i Domingo al capdavant.

## Composició[1]
| Presidència              | Partit |
| ------------------------ | ------ |
| Enric Monsonís i Domingo |        |

| Conselleria                                 | Conseller                 | Partit |
| ------------------------------------------- | ------------------------- | ------ |
| Conselleria d'Economia i Hisenda            | Enric Monsonís i Domingo  |        |
| Conselleria d'Interior                      | Enric Monsonís i Domingo  |        |
| Conselleria de Treball                      | Enric Monsonís i Domingo  |        |
| Conselleria d'Educació i Cultura            | Josep Peris Soler         |        |
| Conselleria de Sanitat i Seguretat Social   | Josep Peris Soler         |        |
| Conselleria d'Obres Públiques i Urbanisme   | Antonio Espinosa Chapinal |        |
| Conselleria de Turisme                      | Antonio Espinosa Chapinal |        |
| Conselleria de Transports i Benestar Social | Antonio Espinosa Chapinal |        |
| Conselleria d'Indústria i Comerç            | Leonardo Ramón Sales      |        |
| Conselleria d'Agricultura                   | Leonardo Ramón Sales      |        |

1. ↑  Cessa el 15 de juliol de 1980

1. ↑  «Govern Preautonòmic - Presidencia de la Generalitat - Generalitat Valenciana». [Consulta: 26 febrer 2023].